# Katzenmühle (Hermeskeil)

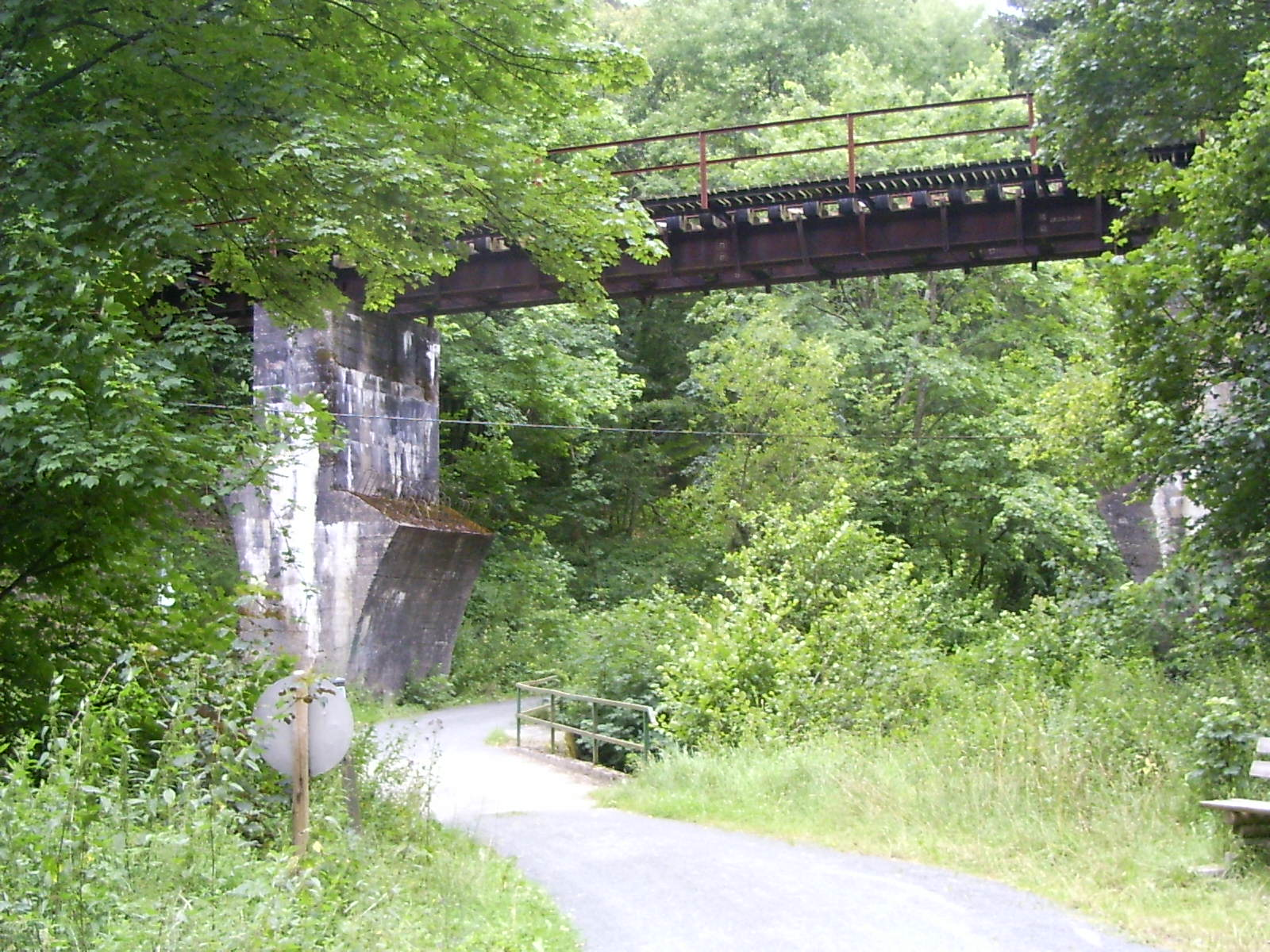
Primstal-Radweg und Hochwaldbahnstrecke zwischen Katzenmühle und Nickelsmühle

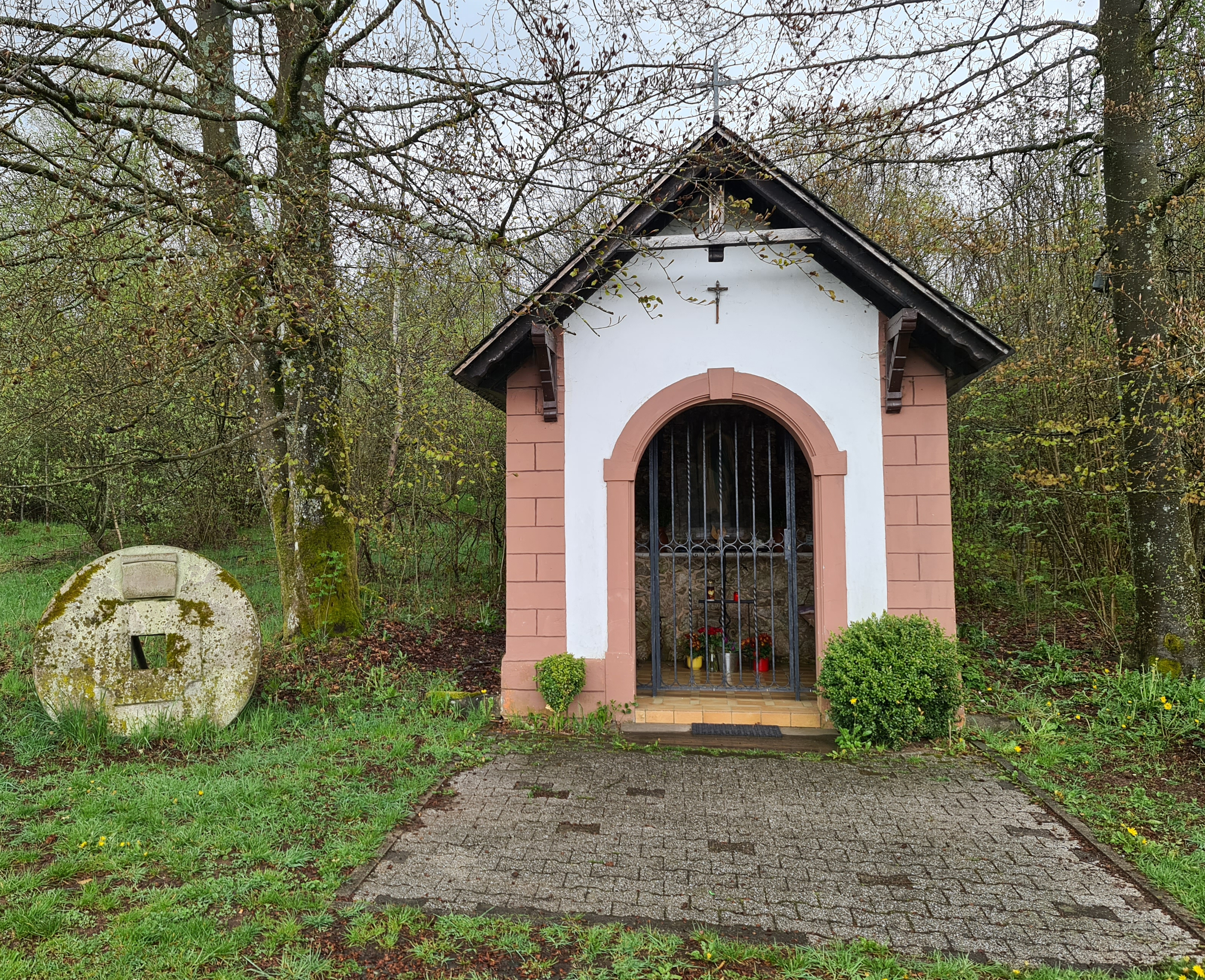
Mühlenkapelle bei der Blasiusmühle

Die Katzenmühle ist eine ehemalige Ölmühle sowie ein Gemeindeteil der Stadt Hermeskeil im Landkreis Trier-Saarburg in Rheinland-Pfalz.
Das Anwesen stammt aus dem Jahre 1831 und liegt am Lösterbach im Einzugsgebiet der Prims auf etwa 445 m über NHN.
Oberhalb davon befinden sich die Gemeindeteile Nickelsmühle (ehemalige Sägemühle) und Blasiusmühle (ehemalige Mahlmühle). Die drei benachbarten Mühlen haben um 1960 ihren Betrieb aufgegeben.
Die Mühlengelände liegen an der stillgelegten Hochwaldbahnstrecke zwischen Hermeskeil und Nonnweiler-Bierfeld sowie am oberen Primstal-Radweg.
Nach Meyers Orts- und Verkehrslexikon hatte die Katzenmühle 1912/1913 fünf Einwohner.

## Mühlenkapelle bei der Blasiusmühle
Nahe der Blasiusmühle befindet sich eine
Mühlenkapelle,
ein Putzbau aus dem Jahre 1912 mit einer Lourdesmadonna.